# Асторија (Орегон)
Асторија (енгл. Astoria) град је у америчкој савезној држави Орегон.

## Демографија
По попису из 2010. године број становника је 9.477, што је 336 (-3,4%) становника мање него 2000. године.
| Група             | 2000.         | 2010.         |
| Белци             | 8.683 (88,5%) | 7.979 (84,2%) |
| Афроамериканци    | 51 (0,5%)     | 57 (0,6%)     |
| Азијати           | 190 (1,9%)    | 166 (1,8%)    |
| Хиспаноамериканци | 587 (6,0%)    | 932 (9,8%)    |
| Укупно            | 9.813         | 9.477         |